# Église Sainte-Cécile de Garrieux
Pour les articles homonymes, voir Sainte-Cécile.
L'église Sainte-Cécile de Garrieux est une église romane du XIe siècle située au lieu-dit Garrieux, à Salses-le-Château, dans le département français des Pyrénées-Orientales.

## Localisation
L'église est située à Salses-le-Château, dans le département français des Pyrénées-Orientales au lieu-dit Garrieux, près de l'étang de Salses.

## Histoire
Garrieux est mentionné dès 1100 sous le nom Villa Garicis. La construction de l'église n'est pas datée avec certitude; bien que son architecture soit caractéristique du XIe siècle et qu'une fenêtre la rattache à l'architecture préromane. Elle est acquise en 1260 par l'abbaye de Saint-Hilaire qui y établit alors un prieuré. Une chapelle est adjointe à l'église durant le XIVe siècle, puis une autre en 1449, ce qui lui donne un plan en croix latine. Un temps transformée en ermitage durant le Moyen Âge, elle est reconstruite au XVIe siècle.
L'édifice a été restauré en 2011 et 2012.

## Description
Le plan de l'église est en forme de croix latine. Avant l'adjonction de chapelles latérales au XIVe siècle et XVe siècle, elle était à nef unique.

## Mobilier
L'église possédait un Christ gisant pouvant être du XVe siècle et un Christ probablement du XVIIIe siècle. Ce mobilier est aujourd'hui conservé à l'église Saint-Étienne de Salses.

## Manifestations culturelles
Une réunion sardaniste a lieu à l'église chaque année à l'occasion du lundi de Pâques.